# 래미안
래미안(來美安, 영어: Raemian)은 2000년 삼성물산이 선보인 아파트 전문 브랜드이다.

## 역사
삼성물산은 1998년 베란다의 창호무늬를 내세운 한국형, 1999년 사이버 아파트 등 브랜드 아파트를 시도하다 2000년 3월 '미래지향적이며(來), 아름답고(美), 편안한(安) 아파트'라는 의미의 브랜드인 래미안을 내놓았다.
삼성물산은 1998년 이후 아파트 건설 분야에서 국가고객만족도(NSCI) 2위에 랭크되어 있다.
'래미안'은 서울 강남과 강북 래미안갤러리 등에서 `래미안 아카데미` `주부인터넷 교실` 등을 통해 고객과 지속적으로 관계를 유지하고 있으며 `래미안 페스티벌` 등과 같은 대규모 이벤트를 개최해 고객만족을 높이고 있다.
아파트 입주민에 대한 서비스를 개선하는 데도 노력을 기울여 업계 처음으로 2005년 서비스 브랜드 `래미안 헤스티아`를 만든 이후 고객서비스 모니터 그룹인 CS 헌터를 중심으로 `래미안` 거주 고객의 주거 수요를 파악해 입주 연차별 부가서비스를 시행해 오고 있다.
전담직원이 입주 전에 사전입주점검, 입주자 초청행사 등을 하고 입주기간에는 개별 인테리어 시공시 챙겨야 할 사항을 제공하는 등 실질적인 도움을 주고 입주 후에는 직원 5~15명을 파견해 약 1년간 단지 안에 `래미안 헤스티아 라운지`를 운영하면서 입주고객의 불편사항을 해결해준다.
이 같은 노력으로 2013년 국내에서는 16년 연속 국가고객만족도(NCSI) 1위(래미안 브랜드 출시 이전 포함)를 비롯해 브랜드 관련 각종 분야에서 수년째 1위자리를 고수하고 있다. 2009년에는 국제적인 서비스 인증기관인 스위스 SGS로부터 고객만족 서비스 품질인증을 획득했다.
기술개발에도 많은 노력을 기울인다. 방음, 환기, 단열, 수납공간, 에너지 절약 등 각 주거성능 지표를 개발하고 이를 바탕으로 실험동을 운영하는가 하면, 지속적 모니터링으로 고객들 수요를 상품개발에 반영하고 있다.
저탄소ㆍ친환경 공동주택의 현실화를 위해 기술연구센터를 중심으로 기술개발과 현장적용에 많은 노력을 기울이고 있다. 68가지 친환경 에너지 기술을 적용한 에너지 제로 건축물 `그린투모로우`를 선보이고 지열, 태양광, 소형풍력 등 대체에너지 기술은 물론 다양한 공동주택 에너지저감기술과 시스템을 개발해 현장 적용에 박차를 가하고 있다.

## 단지 현황

### 서울특별시
| 단지 이름                 | 소재지                       | 세대      | 입주        | 난방 방식          |
| ------------------------- | ---------------------------- | --------- | ----------- | ------------------ |
| 개포 래미안 포레스트      | 서울특별시 강남구 개포동     | 2296세대  | 2020년 9월  | 개별난방, 도시가스 |
| 반포 래미안 퍼스티지      | 서울특별시 서초구 반포동     | 2444세대  | 2009년 7월  | 개별난방, 도시가스 |
| 반포 래미안 아이파크      | 서울특별시 서초구 반포동     | 829세대   | 2018년 8월  | 개별난방, 도시가스 |
| 반포 리체                 | 서울특별시 서초구 반포동     | 1162세대  | 2010년 10월 | 개별난방, 도시가스 |
| 래미안 서초 스위트        | 서울특별시 서초구 서초동     | 392세대   | 2009년 1월  | 개별난방, 도시가스 |
| 래미안 서초 에스티지      | 서울특별시 서초구 서초동     | 421세대   | 2016년 12월 | 개별난방, 도시가스 |
| 래미안 서초 에스티지 S    | 서울특별시 서초구 서초동     | 593세대   | 2018년 1월  | 개별난방, 도시가스 |
| 서초 래미안               | 서울특별시 서초구 서초동     | 1129세대  | 2003년 5월  | 개별난방, 도시가스 |
| 래미안 신반포팰리스       | 서울특별시 서초구 잠원동     | 843세대   | 2016년 6월  | 개별난방, 도시가스 |
| 래미안 대치 팰리스        | 서울특별시 강남구 대치동     | 1608세대  | 2015년 9월  | 개별난방, 도시가스 |
| 역삼 래미안               | 서울특별시 강남구 역삼동     | 1050세대  | 2005년 10월 | 개별난방, 도시가스 |
| 래미안 강남 힐즈          | 서울특별시 강남구 자곡동     | 1020세대  | 2014년 6월  | 개별난방, 도시가스 |
| 래미안 도곡 카운티        | 서울특별시 강남구 도곡동     | 397세대   | 2013년 2월  | 개별난방, 도시가스 |
| 대치 래미안 하이스턴      | 서울특별시 강남구 대치동     | 354세대   | 2014년 2월  | 개별난방, 도시가스 |
| 래미안 펜타빌             | 서울특별시 강남구 역삼동     | 288세대   | 2007년 11월 | 개별난방, 도시가스 |
| 래미안 신사               | 서울특별시 강남구 신사동     | 63세대    | 2008년 10월 | 개별난방, 도시가스 |
| 청담 래미안 로이뷰        | 서울특별시 강남구 청담동     | 177세대   | 2014년 1월  | 개별난방, 도시가스 |
| 래미안 포레               | 서울특별시 강남구 자곡동     | 1070세대  | 2014년 3월  | 개별난방, 도시가스 |
| 개나리 래미안             | 서울특별시 강남구 역삼동     | 438세대   | 2006년 8월  | 개별난방, 도시가스 |
| 래미안 첼리투스           | 서울특별시 용산구 이촌동     | 460세대   | 2015년 7월  | 개별난방, 도시가스 |
| 래미안 용산 더 센트럴     | 서울특별시 용산구 한강로동   | 195세대   | 2017년 5월  | 개별난방, 도시가스 |
| 래미안 공덕5차            | 서울특별시 마포구 공덕동     | 794세대   | 2011년 2월  | 개별난방, 도시가스 |
| 래미안 마포 리버웰        | 서울특별시 마포구 용강동     | 563세대   | 2014년 7월  | 지역난방, 열병합   |
| 마포 래미안 푸르지오      | 서울특별시 마포구 아현동     | 3,885세대 | 2014년 9월  | 개별난방, 도시가스 |
| 래미안 강동 팰리스        | 서울특별시 강동구 천호동     | 999세대   | 2017년 7월  | 개별난방, 도시가스 |
| 래미안 프레비뉴           | 서울특별시 영등포구 신길동   | 949세대   | 2015년 12월 | 개별난방, 도시가스 |
| 래미안 잠원               | 서울특별시 서초구 잠원동     | 843세대   | 2016년 5월  | 개별난방, 도시가스 |
| 래미안 트윈파크           | 서울특별시 동작구 본동       | 523세대   | 2011년 11월 | 개별난방, 도시가스 |
| 래미안 크레시티           | 서울특별시 동대문구 전농동   | 2397세대  | 2013년 4월  | 개별난방, 도시가스 |
| 래미안 옥수 리버젠        | 서울특별시 성동구 옥수동     | 1511세대  | 2012년 12월 | 개별난방, 도시가스 |
| 래미안 세레니티           | 서울특별시 성북구 종암동     | 955세대   | 2009년 10월 | 개별난방, 도시가스 |
| 래미안라센트              | 서울특별시 성북구 종암동     | 837세대   | 2010년 8월  | 개별난방, 도시가스 |
| 래미안 하이베르           | 서울특별시 중구 신당동       | 784세대   | 2011년 10월 | 개별난방, 도시가스 |
| 송파 래미안               | 서울특별시 송파구 송파동     | 845세대   | 2001년12월  | 지역난방, 열병합   |
| 래미안 파크팰리스         | 서울특별시 송파구 가락동     | 919세대   | 2007년 11월 | 지역난방, 열병합   |
| 문정 래미안               | 서울특별시 송파구 문정동     | 1696세대  | 2004년 9월  | 지역난방, 열병합   |
| 래미안 송파 파인탑        | 서울특별시 송파구 송파동     | 764세대   | 2012년 1월  | 개별난방, 도시가스 |
| 래미안하이리버            | 서울특별시 성동구 금호동2가  | 847세대   | 2012년 4월  | 개별난방, 도시가스 |
| 래미안트리베라1차         | 서울특별시 강북구 미아동     | 1247세대  | 2010년 5월  | 개별난방, 도시가스 |
| 래미안트리베라2차         | 서울특별시 강북구 미아동     | 1330세대  | 2010년 5월  | 개별난방, 도시가스 |
| 래미안강남힐즈            | 서울특별시 강남구 자곡동     | 1020세대  | 2014년 6월  | 지역난방, 열병합   |
| 래미안그레이튼(진달래3차) | 서울특별시 강남구 역삼동     | 476세대   | 2009년 12월 | 지역난방, 열병합   |
| 래미안그레이튼(진달래2차) | 서울특별시 강남구 역삼동     | 464세대   | 2010년 6월  | 지역난방, 열병합   |
| 래미안허브리츠            | 서울특별시 동대문구 용두동   | 844세대   | 2010년 2월  | 개별난방, 도시가스 |
| 래미안아름숲              | 서울특별시 동대문구 전농동   | 867세대   | 2010년 12월 | 개별난방, 도시가스 |
| 래미안 답십리 미드카운티  | 서울특별시 동대문구 답십리동 | 1009세대  | 2018년 5월  | 개별난방, 도시가스 |
| 답십리 래미안위브         | 서울특별시 동대문구 답십리동 | 2652세대  | 2014년 8월  | 개별난방, 도시가스 |
| 래미안엘파인              | 서울특별시 동대문구 답십리동 | 472세대   | 2008년 12월 | 개별난방, 도시가스 |
| 래미안루나밸리            | 서울특별시 성북구 하월곡동   | 787세대   | 2007년 10월 | 개별난방, 도시가스 |
| 길음뉴타운5단지래미안     | 서울특별시 성북구 길음동     | 560세대   | 2006년 6월  | 개별난방, 도시가스 |
| 길음뉴타운6단지래미안     | 서울특별시 성북구 길음동     | 977세대   | 2006년 11월 | 개별난방, 도시가스 |
| 길음뉴타운8단지래미안     | 서울특별시 성북구 길음동     | 1497세대  | 2010년 6월  | 개별난방, 도시가스 |

### 부산광역시
| 단지 이름            | 소재지                     | 세대     | 입주        | 난방 방식          |
| -------------------- | -------------------------- | -------- | ----------- | ------------------ |
| 레이카운티           | 부산광역시 연제구 거제동   | 4295세대 | 2023년 11월 | 개별난방, 도시가스 |
| 래미안 어반파크      | 부산광역시 부산진구 연지동 | 2616세대 | 2022년 9월  | 개별난방, 도시가스 |
| 동래 래미안 아이파크 | 부산광역시 동래구 온천동   | 3853세대 | 2021년 12월 | 개별난방, 도시가스 |
| 래미안 장전          | 부산광역시 금정구 장전동   | 1938세대 | 2017년 9월  | 개별난방, 도시가스 |
| 래미안 해운대        | 부산광역시 해운대구 중동   | 745세대  | 2014년 5월  | 개별난방, 도시가스 |
| 문현삼성힐타워       | 부산광역시 남구 문현동     | 431세대  | 2002년 7월  | 개별난방, 도시가스 |

### 대구광역시
| 단지 이름       | 소재지                   | 세대     | 입주       | 난방 방식          |
| --------------- | ------------------------ | -------- | ---------- | ------------------ |
| 래미안 웰리스트 | 대구광역시 남구 봉덕동   | 471세대  | 2010년 6월 | 개별난방, 도시가스 |
| 대곡역 래미안   | 대구광역시 달성군 화원읍 | 1451세대 | 2007년 7월 | 개별난방, 도시가스 |
| 수성 래미안     | 대구광역시 수성구 범어동 | 467세대  | 2006년 3월 | 개별난방, 도시가스 |
| 월성 래미안     | 대구광역시 달서구 월성동 | 760세대  | 2006년 3월 | 개별난방, 도시가스 |

### 대전광역시
| 단지 이름     | 소재지                 | 세대     | 입주       | 난방 방식          |
| ------------- | ---------------------- | -------- | ---------- | ------------------ |
| 가장동 래미안 | 대전광역시 서구 가장동 | 2398세대 | 2002년 7월 | 개별난방, 도시가스 |

### 울산광역시
| 단지 이름      | 소재지                 | 세대     | 입주        | 난방 방식          |
| -------------- | ---------------------- | -------- | ----------- | ------------------ |
| 약사 래미안2차 | 울산광역시 중구 약사동 | 1598세대 | 2004년 7월  | 개별난방, 도시가스 |
| 약사 래미안1차 | 울산광역시 중구 약사동 | 594세대  | 2001년 12월 | 개별난방, 도시가스 |

### 인천광역시
| 단지 이름             | 소재지                   | 세대     | 입주        | 난방 방식          |
| --------------------- | ------------------------ | -------- | ----------- | ------------------ |
| 간석동 간석래미안자이 | 인천광역시 남동구 간석동 | 2432세대 | 2008년 10월 | 개별난방, 도시가스 |

### 경기도

#### 수원시
| 단지 이름             | 소재지               | 세대    | 입주        | 난방 방식          |
| --------------------- | -------------------- | ------- | ----------- | ------------------ |
| 래미안 마크원 1차     | 수원시 영통구 신동   | 367세대 | 2013년 11월 | 개별난방, 도시가스 |
| 래미안 마크원 2차     | 수원시 영통구 신동   | 963세대 | 2013년 11월 | 개별난방, 도시가스 |
| 광교 래미안           | 수원시 영통구 이의동 | 629세대 | 2012년 2월  | 개별난방, 도시가스 |
| 래미안 노블클래스 1차 | 수원시 영통구 인계동 | 892세대 | 2009년 8월  | 개별난방, 도시가스 |
| 래미안 노블클래스 2차 | 수원시 영통구 인계동 | 459세대 | 2009년 8월  | 개별난방, 도시가스 |
| 천천 래미안           | 수원시 장안구 천천동 | 876세대 | 2002년 4월  | 개별난방, 도시가스 |
| 화서 래미안 클래식    | 수원시 팔달구 화서동 | 48세대  | 2005년 8월  | 개별난방, 도시가스 |

#### 안양시
| 단지 이름              | 소재지               | 세대     | 입주        | 난방 방식          |
| ---------------------- | -------------------- | -------- | ----------- | ------------------ |
| 래미안 안양 메가트리아 | 안양시 만안구 안양동 | 4250세대 | 2016년 10월 | 지역난방, 열병합   |
| 비산 래미안            | 안양시 동안구 비산동 | 3806세대 | 2003년 12월 | 지역난방, 열병합   |
| 안양동 래미안          | 안양시 만안구 안양동 | 1998세대 | 2002년 1월  | 개별난방, 도시가스 |
| 평촌 삼성래미안        | 경기도 안양시 동안구 | 535세대  | 2000년 5월  | 개별난방, 도시가스 |

#### 군포시
| 단지 이름       | 소재지        | 세대     | 입주       | 난방 방식        |
| --------------- | ------------- | -------- | ---------- | ---------------- |
| 래미안 하이어스 | 군포시 산본동 | 2644세대 | 2010년 9월 | 지역난방, 열병합 |

#### 용인시
| 단지 이름              | 소재지                 | 세대     | 입주        | 난방 방식          |
| ---------------------- | ---------------------- | -------- | ----------- | ------------------ |
| 래미안 수지 이스트파크 | 용인시 수지구 풍덕천동 | 845세대  | 2015년 10월 | 개별난방, 도시가스 |
| 래미안 이스트팰리스    | 용인시 수지구 동천동   | 2393세대 | 2010년 5월  | 개별난방, 도시가스 |
| 장미마을삼성래미안2차  | 용인시 기흥구 언남동   | 1219세대 | 2003년 12월 | 지역난방, 열병합   |
| 삼거마을삼성래미안1차  | 용인시 기흥구 마북동   | 1282세대 | 2002년 12월 | 지역난방, 열병합   |

#### 과천시
| 단지 이름           | 소재지                | 세대                                          | 입주       | 난방 방식        |
| ------------------- | --------------------- | --------------------------------------------- | ---------- | ---------------- |
| 래미안 센트럴스위트 | 과천시 별양동         | 543가구                                       | 2018년 8월 | 지역난방, 열병합 |
| 래미안 슈르         | 과천시 원문동, 별양동 | 2899세대(원문동), 244세대(별양동) 총 3143세대 | 2008년 8월 | 지역난방, 열병합 |
| 래미안 에코팰리스   | 과천시 중앙동         | 659세대                                       | 2007년 4월 | 지역난방, 열병합 |

## 같이 보기
- 아파트
- 삼성그룹
- 삼성물산